# ФК Сканторп јунајтед
ФК Сканторп јунајтед је професионални фудбалски клуб смештен у граду Сканторпу, Енглеска. Тренутно наступа у Првој лиги Енглеске, трећем рангу енглеског фудбала.
Клуб је основан 1899. године. На професионалном нивоу почиње играти 1912. године. Члан Football League постаје 1950. године. Године 1958. је изборио промоцију у League Two, у којој је остао до 1964 године, међутим већину свог постојања је провео у нижим лигама. Највећим успехом клуба се сматра промоција у Чемпионшип, у коме се задржао три сезоне. Тренутно је једини лигашки клуб из Линколншира.
Од 1988. године домаће утакмице игра на стадиону Гленфорд парк. Претходно је играо на стадиону Old Showground. Највећи ривали клуба су: Гримсби таун, Хал сити, Донкастер роверс и Линколн сити. Надимак клуба је The Iron, а кроз историју су домаће утакмице углавном играли у бордо дресовима.